# Szaturnusz-díj a legjobb televíziós horrorsorozatnak
A legjobb televíziós sci-fi sorozatnak járó Szaturnusz-díjat évente adja át az Academy of Science Fiction, Fantasy & Horror Films szervezet, a 2016-os, 42. díjátadó óta.
A díjat a 2021-es díjátadóig kizárólag a The Walking Dead című sorozat nyerte el, összesen hat alkalommal.
A 47. díjátadón ketté választották: kábel / hálózat-ra és streaming-re.

## Győztesek és jelöltek
Győztes sorozat
(MEGJEGYZÉS: Az Év oszlop az adott sorozat értékeléséül szolgáló évre utal, a tényleges díjátadó ceremóniát a következő évben rendezték meg.)

### 2010-es évek
| Év                                  | Magyar cím                        | Eredeti cím                  | Adó         |
| 2015 42. gála                       |                                   |                              |             |
| ----------------------------------- | --------------------------------- | ---------------------------- | ----------- |
| 2015 42. gála                       | The Walking Dead                  | The Walking Dead             | AMC         |
| 2015 42. gála                       | Amerikai Horror Story: Hotel      | American Horror Story: Hotel | FX          |
| 2015 42. gála                       | Ash vs Evil Dead                  | Ash vs Evil Dead             | Starz       |
| 2015 42. gála                       | Fear the Walking Dead             | Fear the Walking Dead        | AMC         |
| 2015 42. gála                       | Salem                             | Salem                        | WGN America |
| 2015 42. gála                       | The Strain – A kór                | The Strain                   | FX          |
| 2015 42. gála                       | Teen Wolf – Farkasbőrben          | Teen Wolf                    | MTV         |
| 2016 42. gála                       |                                   |                              |             |
| The Walking Dead                    | The Walking Dead                  | AMC                          |             |
| Amerikai Horror Story: Roanoke      | American Horror Story: Roanoke    | FX                           |             |
| Ash vs Evil Dead                    | Ash vs Evil Dead                  | Starz                        |             |
| Fear the Walking Dead               | Fear the Walking Dead             | AMC                          |             |
| Az ördögűző                         | The Exorcist                      | Fox                          |             |
| Teen Wolf – Farkasbőrben            | Teen Wolf                         | MTV                          |             |
| Vámpírnaplók                        | The Vampire Diaries               | The CW                       |             |
| 2017 44. gála                       |                                   |                              |             |
| The Walking Dead                    | The Walking Dead                  | AMC                          |             |
| Amerikai Horror Story: Szekta       | American Horror Story: Cult       | FX                           |             |
| Ash vs Evil Dead                    | Ash vs Evil Dead                  | Starz                        |             |
| Fear the Walking Dead               | Fear the Walking Dead             | AMC                          |             |
| Preacher                            | Preacher                          | AMC                          |             |
| Teen Wolf – Farkasbőrben            | Teen Wolf                         | MTV                          |             |
| The Strain – A kór                  | The Strain                        | FX                           |             |
| 2018/19 45. gála                    |                                   |                              |             |
| Kábel / Hálózat                     |                                   |                              |             |
| The Walking Dead                    | The Walking Dead                  | AMC                          |             |
| Amerikai Horror Story: Apokalipszis | American Horror Story: Apocalypse | FX                           |             |
| A boszorkányok elveszett könyve     | A Discovery of Witches            | AMC                          |             |
| Fear the Walking Dead               | Fear the Walking Dead             | AMC                          |             |
| Hétköznapi vámpírok – A sorozat     | What We Do in the Shadows         | FX                           |             |
| NOS4A2                              | NOS4A2                            | AMC                          |             |
| Odaát                               | Supernatural                      | The CW                       |             |
| Preacher                            | Preacher                          | AMC                          |             |
| Streaming                           |                                   |                              |             |
| Stranger Things                     | Stranger Things                   | Netflix                      |             |
| Castle Rock                         | Castle Rock                       | Hulu                         |             |
| A Hill-ház szelleme                 | The Haunting of Hill House        | Netflix                      |             |
| Sabrina hátborzongató kalandjai     | Chilling Adventures of Sabrina    | Netflix                      |             |
| A szolgálólány meséje               | The Handmaid's Tale               | Hulu                         |             |
| Te                                  | You                               | Netflix                      |             |
|                                     | The Twilight Zone                 | CBS All Access               |             |
| 2019/20 46. gála                    |                                   |                              |             |
| The Walking Dead                    | The Walking Dead                  | AMC                          |             |
|                                     | Creepshow                         | Shudder                      |             |
|                                     | Evil                              | CBS                          |             |
| Fear the Walking Dead               | Fear the Walking Dead             | AMC                          |             |
| Hétköznapi vámpírok – A sorozat     | What We Do in the Shadows         | FX                           |             |
| Lovecraft Country                   | Lovecraft Country                 | HBO                          |             |
| Servant                             | Servant                           | Apple TV+                    |             |

### 2020-as évek
| Év                              | Magyar cím                          | Eredeti cím                           | Adó             |
| 2021/22 50. gála                | Kábel / Hálózat                     | Kábel / Hálózat                       | Kábel / Hálózat |
| ------------------------------- | ----------------------------------- | ------------------------------------- | --------------- |
| 2021/22 50. gála                | The Walking Dead                    | The Walking Dead                      | AMC             |
| 2021/22 50. gála                | Amerikai Horror Story: Két történet | American Horror Story: Double Feature | FX              |
| 2021/22 50. gála                | Chucky                              | Chucky                                | SyFy            |
| 2021/22 50. gála                | Fear the Walking Dead               | Fear the Walking Dead                 | AMC             |
| 2021/22 50. gála                | Hétköznapi vámpírok – A sorozat     | What We Do in the Shadows             | FX              |
| 2021/22 50. gála                | Kiút                                | From                                  | Epix            |
| 2021/22 50. gála                | Streaming                           |                                       |                 |
| 2021/22 50. gála                | Stranger Things                     | Stranger Things                       | Netflix         |
| 2021/22 50. gála                |                                     | Creepshow                             | Shudder         |
| 2021/22 50. gála                |                                     | Evil                                  | Paramount+      |
| 2021/22 50. gála                | Különválás                          | Severance                             | Apple TV+       |
| 2021/22 50. gála                | Nyerd meg az életed                 | Squid Game                            | Netflix         |
| 2021/22 50. gála                | Servant                             | Servant                               | Apple TV+       |
| 2022/23 51. gála                |                                     |                                       |                 |
| The Last of Us                  | The Last of Us                      | HBO                                   |                 |
| Amerikai Horror Story: NYC      | American Horror Story: NYC          | FX                                    |                 |
| Chucky                          | Chucky                              | SyFy                                  |                 |
| Fear the Walking Dead           | Fear the Walking Dead               | AMC                                   |                 |
| Hétköznapi vámpírok – A sorozat | What We Do in the Shadows           | FX                                    |                 |
| Interjú a vámpírral             | Interview with the Vampire          | AMC                                   |                 |
| Kiút                            | From                                | MGM+                                  |                 |
| 2023/24 52. gála                |                                     |                                       |                 |
| Kiút                            | From                                | MGM+                                  |                 |
|                                 | Creepshow                           | Shudder                               |                 |
|                                 | Evil                                | Paramount+                            |                 |
|                                 | Grotesquerie                        | FX                                    |                 |
|                                 | Teacup                              | Peacock                               |                 |
| Interjú a vámpírral             | Interview with the Vampire          | AMC                                   |                 |
| The Walking Dead: Daryl Dixon   | The Walking Dead: Daryl Dixon       | AMC                                   |                 |

## Rekordok

### Többszörös győzelmek
6 győzelem
- The Walking Dead

### Többszörös jelölések
| 7 jelölés - Fear the Walking Dead 6 jelölés - Amerikai Horror Story - The Walking Dead | 4 jelölés - Hétköznapi vámpírok – A sorozat 3 jelölés - Ash vs Evil Dead - Creepshow - Evil - Kiút - Teen Wolf – Farkasbőrben | 2 jelölés - Chucky - Interjú a vámpírral - Preacher - Servant - Stranger Things - The Strain – A kór |

## Fordítás
- Ez a szócikk részben vagy egészben  a   Saturn Award for Best Horror Television Series című angol Wikipédia-szócikk ezen változatának fordításán alapul.  Az eredeti cikk szerkesztőit annak laptörténete sorolja fel. Ez a jelzés csupán a megfogalmazás eredetét és a szerzői jogokat jelzi, nem szolgál a cikkben szereplő információk forrásmegjelöléseként.